# 岡部仁
岡部 仁（おかべ ひとし、1947年10月15日 - 2003年11月14日）は、日本のドイツ文学者。
佐賀県生まれ。東京都立大学大学院修士課程修了。大阪女子大学講師、助教授、東京都立大学助教授、教授。

## 共著
- 『プリスマ 川村二郎をめぐる変奏』共著 川村二郎先生退職記念文集刊行会編 小沢書店 1991年

### 翻訳
- ゲルショム・ショーレム『カバラとその象徴的表現』小岸昭共訳 法政大学出版局 叢書・ウニベルシタス 1985年
- M.ポングラチュ、I.ザントナー『夢の王国 夢解釈の四千年』種村季弘・池田香代子・土合文夫共訳、河出書房新社 1987年
- マックス・コメレル『カルデロンの芸術』法政大学出版局 叢書・ウニベルシタス 1989年
- ゲルショム・ショーレム『ベルリンからエルサレムへ 青春の思い出』法政大学出版局 叢書・ウニベルシタス 1991年
- ハンス・ペーター・デュル『夢の時 野生と文明の境界』須永恒雄、原研二、荻野蔵平共訳 法政大学出版局 叢書・ウニベルシタス 1993年
- ハンス・マイヤー『同時代人ベンヤミン』法政大学出版局 叢書・ウニベルシタス　1994年
- ルッツ・ミュラー『魔術 深層意識の操作』青土社 「叢書」象徴のラビリンス 1996年
- エーリヒ・アウエルバッハ『世界文学の文献学』高木昌史、松田治共訳 みすず書房 1998年
- マンフレート・ヴェールケ『未来を失った社会 文明と人間のたどる道』青土社 1998年
- ノルベルト・ボルツ、ヴィレム・ファン・レイイェン『ベンヤミンの現在』法政大学出版局 叢書・ウニベルシタス 2000年
- ヴァルター・ベンヤミン『ドイツ悲哀劇の根源』講談社文芸文庫　2001年
- アルブレヒト・シェーネ『エンブレムとバロック演劇』小野真紀子共編訳 ありな書房 2002年